# Mitrophrys obliquisigna
Mitrophrys obliquisigna là một loài bướm đêm trong họ Noctuidae.